# Estepa de Alai y Tian Shan occidental
Las estepas de Alai y Tian Shan occidental constituyen una ecorregión (WWF ID:PA0801) terrestre del Paleártico formada por pastizales y matorrales templados, y sabanas ubicados en Asia Central. Este territorio se encuentra principalmente en el sureste de Uzbekistán, con una parte que corre hacia el norte hacia Kazajistán en el lado este del río Syr Darya, y una pequeña parte en Turkmenistán.

## Ubicación y descripción
La ecorregión se extiende 650 km de norte a sur, desde 50 km al norte de la ciudad de Turkestán en Kazajistán hasta Magdanly en el extremo oriental de Turkmenistán. La franja de colinas se encuentra a unos 250 km de oeste a este, pero otros 250 km llegan hasta el valle de Fergana, en el extremo este de Uzbekistán. Al oeste se encuentra el desierto de Kyzyl Kum, parte de la ecorregión desértica del sur de Asia Central. Al norte está el desierto del norte de Asia Central. Al este se encuentra la ecorregión de bosques abiertos de Gissaro-Alai. Los ríos que atraviesan la ecorregión sostienen corredores muy estrechos de bosque de ribera de la ecoregión de Asia Central. El lago Aydar, con una superficie de unos 4000 km² se encuentra en una depresión salina en el centro de la región.

## Entorno natural
Esta ecorregión incluye un área de llanuras ubicadas en las estribaciones occidentales de las montañas Tian Shan y Alai, pero también incluye las áreas planas cercanas a otros grupos montañosos (Kara-Taou y Noura-Taou) y el valle de Ferghana ( en su parte no regada de pequeña superficie). Cubre un área total de 127.500 km². El medio ambiente se ve afectado por un clima continental con precipitaciones anuales bajas a moderadas, de 300 a 600 mm distribuidas irregularmente con un máximo de verano (agosto es el más húmedo). La amplitud térmica es fuerte con un promedio de -2 a 12 °C en invierno (en enero) y de 22 a 28 °C en verano (en julio). Las precipitaciones y las temperaturas varían mucho según la altitud y la exposición del lugar al sol.

## Clima
Las condiciones climáticas de esta ecorregión le permiten esconder una flora muy rica, de más de 2000 especies incluyendo una gran cantidad de endemismos, y una fauna diversa de aves, reptiles, anfibios y mamíferos, algunos de los cuales son raros y endémicos. El desarrollo de la actividad agrícola y el aumento de la presión humana están poniendo en peligro la biodiversidad y la integridad biológica de esta zona.
El clima de la ecorregión es Clima continental húmedo - Subtipo de verano cálido y seco de la Clasificación climática de Köppen, con grandes diferencias estacionales de temperatura y un verano caluroso (al menos un mes con un promedio de más de 22 °C (72 °F), y inviernos suaves. El mes más seco se produce entre abril y septiembre y no tiene más de unos 30 milímetros de precipitación anual. La precipitación promedio es de 300-600 mm/ año.

## Vegetación y flora
La flora de esta ecorregión es extremadamente variada. En Kara-Taou, hay más de 1700 especies de las cuales 153 son endémicas del lugar; en Noura-Taou, 1200 especies, de las cuales 377 no existen en el lugar antes mencionado, aunque está cerca. Las zonas bajas del piedemonte están ocupadas por plantas herbáceas cortas, debido a las escasas precipitaciones anuales de menos de 400 mm, y  efímeras como el bulbo bluegrass (Poa bulbosa), característico de prados secos, el semen contra ( Artemisia cina). Cuando se sube en altitud, se encuentran pastos altos como Elytrigia trichophora o Hordeum bulbosum que comienzan a dominar la comunidad vegetal.